# Mario Pasi
(Mario Pasi)
Mario Alberto Pasi, nome di battaglia "Alberto Montagna" (Ravenna, 21 luglio 1913 – Belluno, 10 marzo 1945), è stato un medico, militare e partigiano italiano, medaglia d'oro al valor militare alla memoria.

## Biografia
Figlio unico di Enrico, morto dal dolore nel 1950, operaio  e di Alessandrina Fabbri (*, + 1948). Genitori  di ferme  posizioni repubblicane e antifasciste.
Promotore del movimento antifascista, tra i giovani intellettuali durante il Ventennio, conseguì la laurea in medicina e chirurgia all'Università di Bologna nel 1936. Chiamato alle armi nel 1940 venne inviato sul fronte occidentale e successivamente in Albania. Da qui, intratterrà diversi rapporti epistolari, tra i quali quella nutrita con l'intellettuale partigiano Roberto Pagnani. Rientrato in patria per motivi di salute, dichiarato inabile al servizio, riprese la sua attività di medico operando presso l'ospedale di Trento.
Nelle settimane immediatamente successive all'Armistizio si prodigò in Trentino per aiutare i soldati italiani in fuga e nel dicembre 1943 entrò a far parte della Resistenza bellunese con il nome di Montagna. Attivo in una delle prime formazioni partigiane della zona, il Nucleo partigiano "Luigi Boscarin"/"Tino Ferdiani", e successivamente commissario politico del Battaglione "Mazzini", dipendente dalla Divisione garibaldina "Nino Nannetti", il 22 novembre fu nominato commissario del Comando unico di zona del CLN bellunese.
Catturato il 9 novembre 1944   dai tedeschi in seguito a delazione, fu ferocemente torturato perché parlasse, di fronte al suo silenzio,  fu mandato a morte il 10 marzo 1945. Era già in fin di vita da giorni fu portato in barella per essere comunque impiccato al Bosco delle Castagne, sopra Belluno, con altri nove prigionieri politici, per rappresaglia seguita a un attentato al Poligono di tiro di Mussoi attuato da un gruppo di partigiani della divisione Garibaldi Belluno. Il luogo dell'impiccagione è un parco storico che conserva la memoria di quei tragici eventi.
In precedenza, come testimoniarono vari altri prigionieri,  nelle celle della caserma Tasso di Belluno, Pasi era stato torturato e seviziato per quattro mesi e ridotto in fin di vita dal tenente delle Ss. Karl Georg Eberhard Schöngarth, comandante della Sezione Gestapo di Belluno, processato ed in seguito giustiziato a Hameln dagli Alleati il 16 maggio 1946 . Malgrado le sevizie, Pasi rifiutò sempre di fornire informazioni e attraverso un'altra detenuta fece arrivare ai comandi partigiani un bigliettino in cui chiedeva del veleno per suicidarsi.

## Poesie e opere letterarie
(Mario Pasi)
IL PASI
(Mario Tobino)
TRE AMICI
Nel romanzo autobiografico di Mario Tobino "Tre amici" del 1988, è raccontata la storia di Mario Pasi, indicato con il nome fittizio di Mario Campi. Il capitolo "Addio Campi" descrive la cattura, la detenzione, le torture, l'esecuzione al Bosco delle Castagne.

### Riconoscimenti
- Trento gli ha dedicato una piazza
- Ravenna, sua città natale, gli ha dedicato una via e una scuola.
- Sulla vita di Mario Pasi e Ines Pisoni nell'Italia occupata dal nazifascismo stato è stato realizzato il "docufilm" MONTAGNA SERENA. Regia: R.Marafante - A.Tombini (2005)